# Leggero (singolo)
Leggero è un singolo di Luciano Ligabue, il settimo estratto dall'album Buon compleanno Elvis del 1995.

## Il brano
Posto a chiusura dell'album, ne riassume i contenuti citando diverse canzoni, ma anche alcuni passi di brani appartenenti ad album precedenti. L'idea infatti è quella di trasmettere lo stato di vita e dell'anima a cui il cantautore aspira con continuità, descrivendolo nel testo con situazioni e immagini.
(Luciano Ligabue, nel testo)

### Il testo
Richiama I "ragazzi" sono in giro dello stesso album, Walter il mago di uno precedente e addirittura Kay, personaggio che ritroveremo in un album successivo, come a creare un ponte con passato e futuro per dimostrare la continuità di questa condizione di "leggerezza".
La canzone è quindi lo "sfogo" che si ha dopo aver subito tante pressioni, quando carichi di preoccupazioni e stanchezza si vuole staccarsi dalla pesantezza della vita.

### La musica
Sottolinea la progressiva esplosione di questa sensazione di leggerezza, inizia con la voce di Ligabue accompagnata dagli accordi di una sola chitarra acustica, e si conclude, al termine di un climax di sonorità rock che attraversa tutto il brano (ottenuto col progressivo ingresso delle chitarre elettriche), nell'ultimo ritornello, che prima raffigura il distacco dalle preoccupazioni e poi il senso di leggerezza che si prova, con l'assolo di chitarra elettrica di Mel Previte.

## Video musicale
L'edizione integrale del videoclip è stata pubblicata la prima volta sul video musicale promozionale Leggero (WEA Italiana catalogo PROVM549), che contiene anche un'intervista esclusiva a Ligabue e diversi estratti dai video ufficiali delle varie canzoni dell'album.

Diretto da Alessandra Pescetta.
- Videoclip ufficiale, su YouTube. URL consultato il 4 gennaio 2015.

È stato poi inserito nei DVD Primo tempo del 2007 e Videoclip Collection del 2012, quest'ultimo distribuito solo nelle edicole.

## Tracce
Testi e musiche di Luciano Ligabue.
1. Leggero – 4:14

## Formazione
- Luciano Ligabue - voce, chitarra acustica

### La Banda
- Federico Poggipollini - chitarra elettrica
- Mel Previte - chitarra elettrica
- Antonio Righetti - basso
- Roberto Pellati - batteria

### Altri musicisti
- Candelo Cabezas - percussioni
- Pippo Guarnera - organo Hammond

## Cover
Gli 883, nella ristampa del 2001 della raccolta di successi Gli anni (1998), hanno inserito una loro versione dal vivo del brano.